# Richard Tichý
Richard Tichý (* 19. února 1933) byl český a československý politik Československé strany lidové a poslanec Sněmovny lidu Federálního shromáždění za normalizace.

## Biografie
K roku 1971 a 1976 se profesně uvádí jako chemický technik.
Ve volbách roku 1971 zasedl do Sněmovny lidu (volební obvod č. 29 – Hostivice, Středočeský kraj). Mandát obhájil ve volbách roku 1976 (obvod Hostivice), volbách roku 1981 (obvod Říčany) a volbách roku 1986 (obvod Hostivice). Ve FS setrval do ledna 1990, kdy byl odvolán Národní frontou v rámci procesu kooptace do Federálního shromáždění po sametové revoluci.